# Przylądek Erimo
Przylądek Erimo (jap. 襟裳岬 Erimo-misaki) – przylądek w Japonii, na wyspie Hokkaido, najdalej na południe wysunięty punkt gór Hidaka.